# Ludwig Bassermann-Jordan

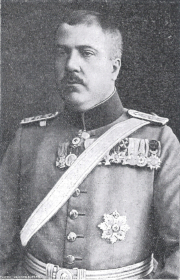
Ludwig Bassermann-Jordan

Ludwig Bassermann, ab 1883 Bassermann-Jordan (* 24. Dezember 1869 in Deidesheim; † 11. August 1914 bei Mülhausen) war ein deutscher Weinfachmann. Er war maßgeblich an der Gründung des Verbands Deutscher Prädikatsweingüter (VDP) und der Neufassung des Weingesetzes 1909 beteiligt. In seiner Heimatstadt Deidesheim war Bassermann-Jordan Bürgermeister und führte hier ein Weingut.

## Familie
Er entstammte der wohlhabenden pfälzischen Familie Bassermann, die seit Frater Johannes Bassermann de Radegishusen (Kloster Riddagshausen bei Braunschweig) nachweisbar ist und deren direkte Stammreihe mit Dietrich Bassermann (1615–1682) in Hanau begann. Er war der Sohn des Weingutsbesitzers und Landrats Emil Bassermann (1835–1915, ab 1883 Bassermann-Jordan) und der Auguste Jordan (1841–1899); seine Brüder waren Friedrich von Bassermann-Jordan und Ernst von Bassermann-Jordan.
Seine Ehe mit seiner Cousine Marie Bassermann († 1910), die er 1902 geheiratet hatte, blieb kinderlos.
Sein Großvater mütterlicherseits, Ludwig Andreas Jordan, hatte keinen männlichen Erben, der seinen Namen weitertragen würde. Nachdem dieser 1883 gestorben war, folgte der bayerische König Ludwig II. seinem Wunsch und gab am 17. September 1883 auf Schloss Linderhof die Erlaubnis zur Namensvereinigung als „Bassermann-Jordan“.

## Leben
Bassermann besuchte die Deidesheimer Lateinschule und anschließend das Gymnasium in Karlsruhe. Danach legte er das juristische Doktor- und Staatsexamen ab. Nach dem Tod seiner Mutter (1899) übernahm er mit seinem Bruder Friedrich die Bewirtschaftung des elterlichen Weinguts (heute Weingut Geheimer Rat Dr. von Bassermann-Jordan).
Bassermann-Jordan war eine anerkannte Autorität auf dem Gebiet des Weinbaus. Er war Mitglied des Deutschen Landwirtschaftsamtes, des Weinbauvereins der Rheinpfalz, gehörte dem Ausschuss des Deutschen Weinbauvereins an und war außerdem Mitglied der Commission Internationale Permanente de Viticulture in Paris. Bassermann-Jordan war der Vertreter des deutschen Weinbaus bei internationalen Veranstaltungen; er fungierte als Vizepräsident der Jury für Weine auf Weltausstellungen, so in St. Louis 1904, Brüssel 1910 und Turin 1911 sowie auf den internationalen Landwirtschaftskongressen in Wien 1907, Madrid 1911 und Montpellier 1913. Mit Vorträgen auf solchen Kongressen machte er sich um das Ansehen deutscher Weine und insbesondere der Pfalzweine verdient. Sein Vortrag „Die Würdigung der Rheinpfalzweine“ (1904) fand großen Anklang. Bassermann-Jordan setzte sich sehr für das Ansehen des Naturweins ein, den er genau definierte; er hatte wesentlichen Anteil an der Neufassung des Weingesetzes vom 7. April 1909, durch welches auch die Bezeichnungen der Pfalzweine einheitlich geregelt wurden.
Bassermann-Jordan war maßgeblich bei der Gründung des „Vereins der Naturweinversteigerer der Rheinpfalz“ (1908), heute „Verein Pfälzer Prädikats- und Qualitätsweingüter e. V.“, und des „Verbandes Deutscher Naturweinversteigerer“ (1910), heute Verband Deutscher Prädikatsweingüter, beteiligt.

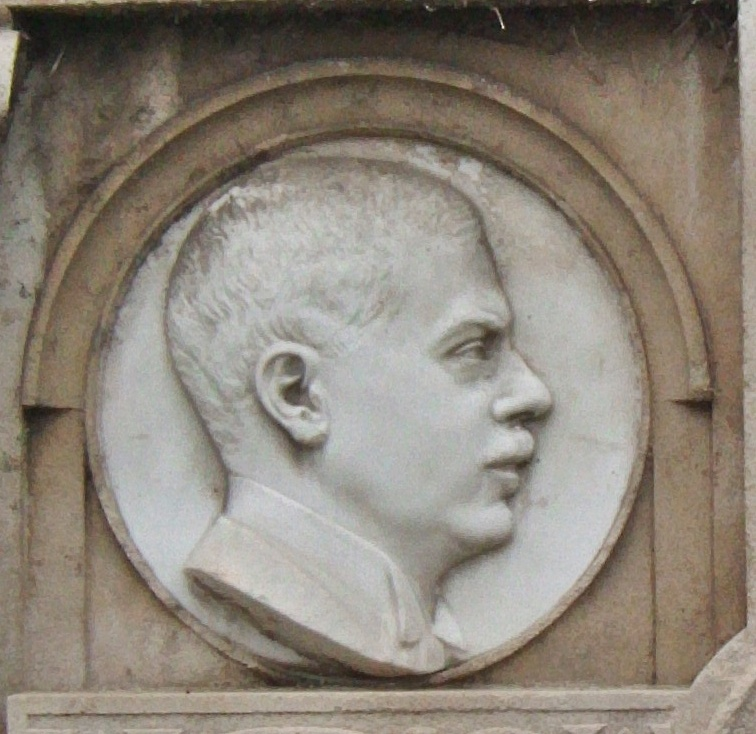
Porträtmedaillon vom Grabstein, Friedhof Deidesheim

Wie sein Großvater Ludwig Andreas Jordan und sein Urgroßvater Andreas Jordan war Bassermann-Jordan ebenfalls Bürgermeister von Deidesheim, er verrichtete dieses Ehrenamt von 1905 bis zu seinem Tod 1914. Als Bürgermeister war er sehr um die Verschönerung des Stadtbildes und die Belebung des Fremdenverkehrs in Deidesheim bemüht. Er setzte sich besonders für die Erhaltung und Bekanntmachung der historischen Deidesheimer Geißbockversteigerung ein und konnte erreichen, dass in sämtlichen Deidesheimer Gaststätten nur Naturweine ausgeschenkt wurden. Die Umgestaltung des Ratssaales im historischen Deidesheimer Rathaus (1912) zu seiner heutigen Form geschah auf seine Initiative.
Bassermann-Jordan war Träger zahlreicher hoher in- und ausländischer Orden und ein Mäzen des 1869 gegründeten Historischen Museums der Pfalz in Speyer.
Als Rittmeister der Kavallerie im 1. Badischen Leib-Dragoner-Regiment Nr. 20 fiel Bassermann-Jordan schon in den ersten Tagen des Ersten Weltkriegs bei Mülhausen im Elsass. Er wurde auf dem Deidesheimer Friedhof bestattet.